# Гаррет Діллон

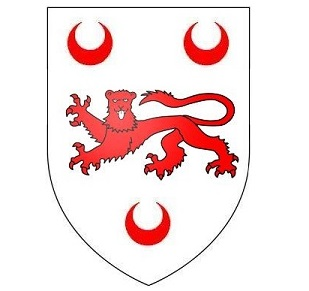
Герб Діллонів.

Прапор якобітів.

Гаррет Діллон (англ. Garrett Dillon; 1640—1696) — ірландський аристократ, суддя, політик, військовий, володів посадою реєстратора Дубліна. Один із тих, хто підписав з ірландського боку Лімерікську угоду. Брав участь переговорах по цій угоді. Відмова парламенту Ірландії ратифікувати цю угоду призвела зриву домовленостей. Гаррет Діллон змушений був тікати за кордон. Помер у вигнанні, у Франції.

## Походження
Гаррет Діллон народився в графстві Вестміт. Він був сином Теобальда Діллона — володаря замку Портлік та його дружини Марселли Браун. Теобальд Діллон був сином Гаррета Діллона з Феймора, що в графстві Мейо — двоюрідного брата Теобальда Діллона — І віконта Діллона. Замок Діллон багато століть був родовим замком, резиденцією Діллонів. Діллони походять від англо-норманських феодалів де Ліон, що в ХІ столітті брали участь в завоюванні Ірландії. З того часу вони і володіли землями і замками, поступово змушуючись з ірландцями, переймаючи їх звичаї та мову.
Гаррет Діллон успадкував маєтки та замки Фемор, Портлік і придбав інші маєтки в графствах Вестміт, Роскоммон, Мейо. Але всі його землі, замки, маєтки були конфісковані в 1690-тих роках за підтримку скинутого короля-католика Якова ІІ та участь в повстанні за незалежність Ірландії. Його син Теобальд Діллон зміг повернути собі деякі маєтки, але замок Портлік був втрачений назавжди. Замок змінив кілька власників, перепродувався. Був куплений родиною Сміт, що жила там до 1955 року. Замок досі перебуває в приватній власності.

## Кар'єра
Гаррет Діллон належав до так званих «старих англійців» — нащадків ірландизованих англійських поселенців ХІ століття. Він був переконаним католиком і зберігав вірність католицькій вірі, як і переважна більшість ірландців, на відміну він англійців, що сповідували англіканство — форму протестантизму, що силою насаджувався англійськими загарбниками. Гаррет Діллон ввійшов в компанію «Грейс Інн» («Сіра корчма») — професійного товариства юристів в 1669 році і успішно вів справи в Коннахті. Король Англії, Шотландії та Ірландії Яків (Джеймс) ІІ був католиком і прихильно ставився до ірландців. Він зайняв престол в 1685 році. Він вів політику призначення католиків на державні посади. Гаррет Діллон був тоді відомий як пристрасний відданий католик. Тому король йому явно симпатизував. Але Гаррет Діллон мав і друзів-протестантів, був відомий як людина придатна для служби короні, був хорошим юристом і мав широкі зв'язки. Кар'єра його була стрімкою і швидкою: він отримав посаду королівського радника і реєстратора Дубліна в 1685 році. Посаду прем'єр-секретаря отримав в 1687 році. У 1689 році він був депутатом парламенту Ірландії — так званого Парламенту Патріотів, був у Палаті Громад і представляв Муллінгар. Коли почались так звані Вільямітські (Якобітські) війни в Ірландії, він пішов на військову службу і воював за короля Якова ІІ.

## Лімерицька угода
Після поразки ірландців — прихильників короля Якова ІІ новий король Англії Вільгельм ІІІ Оранський прагнув помиритися зі своїми колишніми ворогами і досягти миру в своїх володіннях. Одним із проявів такої політики стали переговори з ірландськими повстанцями щодо двох угод — однієї військової, а іншої — цивільної. Гаррет Діллон на той час був звільнений зі всіх своїх політичних посад. Але він був одним із трьох адвокатів, що вели переговори від ірландської (якобітської) сторони. Інші два адвокати — Джон Браун та Тобі Батлер. Угода була складена і підписана Гарретом Ділланом та його колегами 3 жовтня 1691 року. Умови були напрочуд щедрими і милостивими щодо переможених ірландців-католиків. Зокрема, передбачалося, що всі ірландці, католики, якобіти, якщо вони присягнуть на вірність новому режиму, будуть помилувані, їм буде повернено всі їхні землі та володіння. Але тодішній парламент Ірландії, що складався виключно з протестантів, відмовився ратифікувати цей договір, вважав його надто великодушним до якобітів і католиків. Після бурхливих дебатів парламент Ірландії відхилив договір. Життя ірландців-католиків ставало все більш складним. У Гаррета Діллона конфіскували його землі та замки, він змушений був тікати з Ірландії. Він виїхав до Франції і приєднався там до короля Якова ІІ. Він став полковником ірландського полку армії Франції в 1693 році. Але через кілька років він помер. За словами Берка ірландці оплакували його як людину честі, гідності, знань, ораторського таланту.

## Родина
Гаррет Діллон одружився в 1677 році з Сюзанною Кліффорд — дочкою Томаса Кліффорда з Девону, вдовою сера Едварда Крофтона — І баронета Крофтон з графства Роскоммон, що помер в 1675 році. Гаррет і Сюзанна не мали дітей, але Сюзанна мала сина Едварда від першого шлюбу. Едвард успадкував титул баронета від свого батька. Сер Едвард та його вітчим Гаррет Діллон були політичними опонентами, а потім і особистими ворогами. Смерть Сюзанни остаточно розірвала родинний зв'язок. Едвард був переконаним прихильником «Славної революції», протестантів, влади Англії, короля Вільгельма ІІІ Оранського. Гаррет Діллон був переконаним прихильником католиків, короля Якоба ІІ, Патріотичного Парламенту, незалежності Ірландії. Після поразки якобітів Едвард швидко повернув свої землі і продовжив успішну політичну кар'єру. Едвард лишився ворогом вітчима, Гаррет не очікував від Едварда будь-якої допомоги. У 1690 році Гаррет Діллон одружився з Мері Гамільтон — посмертною дочкою Джорджа Гамільтона — IV барона Гамільтон зі Стрейбейна та його дружини Елізабет Фаган — дочки та спадкоємиці Крістофера Фагана з Фельтріма. Гаррет та Мері мали кількох дітей, в тому числі старшого сина Теобальда, якому вдалося повернути частину родових земель та маєтків.